# 1229 Tilia
1229 Tilia este o planetă minoră (asteroid), cu un diametru de 27,795 km, din centura de asteroizi. A fost descoperită pe 9 octombrie 1931 la Observatorul Königstuhl de Karl Wilhelm Reinmuth și a fost numită după tei. 
Obiectul prezintă o orbită caracterizată de o semiaxă mare de 3,2255345 UAi, o excentricitate de 0,157815, o înclinație de 1,03924 ° în raport cu ecliptica.